# Percina notogramma
Percina notogramma är en fiskart som först beskrevs av Edward C. Raney och Carl Leavitt Hubbs, 1948. Percina notogramma ingår i släktet Percina och familjen abborrfiskar. Inga underarter finns listade i Catalogue of Life.